# Thor (série de films)
Pour les articles homonymes, voir Thor (homonymie).
 Pour plus de détails, voir Fiche technique et Distribution
Thor est une série de films appartenant à l'univers cinématographique Marvel fondée sur les personnages de comics créés par Stan Lee et Jack Kirby. Elle est composée de quatre opus :
- Thor, réalisé par Kenneth Branagh (2011) ;
- Thor : Le Monde des ténèbres, réalisé par Alan Taylor (2013) ;
- Thor : Ragnarok, réalisé par Taika Waititi (2017) ;
- Thor: Love and Thunder, réalisé par Taika Waititi (2022).

Le rôle titre est porté par l'acteur Chris Hemsworth, qui reprend son rôle de Thor dans les autres productions du MCU, et notamment dans la saga Avengers. Il est accompagné de Natalie Portman (Jane Foster), Tom Hiddleston (Loki), Idris Elba (Heimdall), Tessa Thompson (Valkyrie), Jaimie Alexander  (Sif) et d'Anthony Hopkins (Odin).

## Fiche technique
|                          | Films                                                                                | Films                                                                              | Films                                                     | Films |
| Thor (2011)              | Thor : Le Monde des ténèbres (2013)                                                  | Thor : Ragnarok (2017)                                                             | Thor: Love and Thunder (2022)                             | |
| ------------------------ | ------------------------------------------------------------------------------------ | ---------------------------------------------------------------------------------- | --------------------------------------------------------- | --- |
| Titre original           | Thor                                                                                 | Thor: The Dark World                                                               | Thor: Ragnarok                                            | Thor: Love and Thunder |
| Titre québécois          |                                                                                      | Thor : Un monde obscur                                                             |                                                           | Thor : Amour et tonnerre |
| Réalisation              | Kenneth Branagh                                                                      | Alan Taylor                                                                        | Taika Waititi                                             | Taika Waititi |
| Scénario                 | J. Michael Straczynski Mark Protosevich                                              | Robert Rodat                                                                       | Craig Kyle Stephany Folsom Eric Pearson Christopher Yost  | Taika Waititi Jennifer Kaytin Robinson |
| Scénario                 | Don Payne                                                                            |                                                                                    | Craig Kyle Stephany Folsom Eric Pearson Christopher Yost  | Taika Waititi Jennifer Kaytin Robinson |
| Scénario                 | Ashley Miller Zack Stentz                                                            | Christopher Markus et Stephen McFeely                                              | Craig Kyle Stephany Folsom Eric Pearson Christopher Yost  | Taika Waititi Jennifer Kaytin Robinson |
| Scénario                 | Ashley Miller Zack Stentz                                                            | Joss Whedon (non crédité)                                                          | Craig Kyle Stephany Folsom Eric Pearson Christopher Yost  | Taika Waititi Jennifer Kaytin Robinson |
| Casting                  | Sarah Halley Finn                                                                    | Sarah Halley Finn                                                                  | Sarah Halley Finn                                         | Sarah Halley Finn |
| Direction artistique     | Pierre Buffin Joe Ceballos Kasra Farahani Luke Freeborn Sean Haworth A. Todd Holland | Thomas Brown VI Mike Stallion Ray Chan Jordan Crockett Matthew Robinson Mark Swain | Bill Booth Brendan Heffernan Richard Hobbs Alex McCarroll | Aleksi Briclot William Groebe Michael Anthony Jackson James Rothwell Cassidy Shipley Emmanuel Shiu Finnian Macmanus Molly Doyle Anissa Garcia Sage Ross |
| Décors                   | Bo Welch                                                                             | Charles Wood                                                                       | Dan Hennah Ra Vincent Beverley Dunn                       | Nigel Phelps Katie Sharrock |
| Costumes                 | Alexandra Byrne                                                                      | Wendy Partridge                                                                    | Mayes C. Rubeo                                            | Mayes C. Rubeo |
| Photographie             | Haris Zambarloukos                                                                   | Kramer Morgenthau                                                                  | Javier Aguirresarobe                                      | Baz Idoine |
| Montage                  | Paul Rubell                                                                          | Dan Lebental                                                                       | Joel Negron                                               | Maryann Brandon |
| Montage                  | Paul Rubell                                                                          | Wyatt Smith                                                                        | Zene Baker                                                | Maryann Brandon |
| Musique                  | Patrick Doyle                                                                        | Brian Tyler                                                                        | Mark Mothersbaugh                                         | Michael Giacchino |
| Production               | Kevin Feige                                                                          | Kevin Feige                                                                        | Kevin Feige                                               | Kevin Feige |
| Production               |                                                                                      | Kenneth Branagh                                                                    | Brad Winderbaum                                           | Brad Winderbaum |
| Production exécutive     | Victoria Alonso                                                                      | Victoria Alonso                                                                    | Victoria Alonso                                           | Victoria Alonso |
| Production exécutive     | Louis D'Esposito                                                                     |                                                                                    |                                                           | |
| Production exécutive     | Stan Lee                                                                             |                                                                                    |                                                           | |
| Production exécutive     | Alan Fine                                                                            |                                                                                    |                                                           | |
| Production exécutive     | Craig Kyle                                                                           |                                                                                    |                                                           | |
| Production exécutive     | David Maisel Patricia Whitcher                                                       | Nigel Gostelow Leifur B. Dagfinnsson                                               | Thomas M. Hammel                                          | Todd Hallowell |
| Société de production    | Marvel Studios                                                                       | Marvel Studios                                                                     | Marvel Studios                                            | Marvel Studios |
| Société de distribution  | Paramount Pictures (2011-2012)                                                       | Walt Disney Studios Motion Pictures International                                  | Walt Disney Studios Motion Pictures International         | Walt Disney Studios Motion Pictures International |
| Société de distribution  | Walt Disney Studios Distribution (depuis 2013)                                       | Walt Disney Studios Motion Pictures International                                  | Walt Disney Studios Motion Pictures International         | Walt Disney Studios Motion Pictures International |
| Budget                   | 150 millions USD                                                                     | 170 millions USD                                                                   | 180 millions USD                                          | 250 millions USD |
| Pays d'origine           | États-Unis                                                                           | États-Unis                                                                         | États-Unis                                                | États-Unis |
| Langue d'origine         | Anglais                                                                              | Anglais                                                                            | Anglais                                                   | Anglais |
| Genre                    | Super-héros                                                                          | Super-héros                                                                        | Super-héros                                               | Super-héros |
| Durée                    | 114 minutes                                                                          | 112 minutes                                                                        | 130 minutes                                               | 119 minutes |
| Date de sortie           | 6 mai 2011                                                                           | 8 novembre 2013                                                                    | 3 novembre 2017                                           | 8 juillet 2022 |
| Date de sortie française | 27 avril 2011                                                                        | 30 octobre 2013                                                                    | 25 octobre 2017                                           | 11 juillet 2022 |

## Distribution
| Films                              | Films                                                 | Films                                                | Films                                                                     | Films                         |
| Personnages                        | Thor (2011)                                           | Thor : Le Monde des ténèbres (2013)                  | Thor : Ragnarok (2017)                                                    | Thor: Love and Thunder (2022) |
| ---------------------------------- | ----------------------------------------------------- | ---------------------------------------------------- | ------------------------------------------------------------------------- | ----------------------------- |
| Thor                               | Chris Hemsworth                                       | Chris Hemsworth                                      | Chris Hemsworth                                                           | Chris Hemsworth               |
| Jane Foster / Mighty Thor (†)      | Natalie Portman                                       | Natalie Portman                                      |                                                                           | Natalie Portman               |
| Loki (†)                           | Tom Hiddleston                                        | Tom Hiddleston                                       | Tom Hiddleston                                                            |                               |
| Odin (†)                           | Anthony Hopkins                                       | Anthony Hopkins                                      | Anthony Hopkins                                                           |                               |
| Heimdall (†)                       | Idris Elba                                            | Idris Elba                                           | Idris Elba                                                                | Idris Elba                    |
| Dr Erik Selvig                     | Stellan Skarsgård                                     | Stellan Skarsgård                                    |                                                                           | Stellan Skarsgård (caméo)     |
| Darcy Lewis                        | Kat Dennings                                          | Kat Dennings                                         |                                                                           | Kat Dennings (caméo)          |
| Frigga (†)                         | Rene Russo                                            | Rene Russo                                           |                                                                           |                               |
| Lady Sif                           | Jaimie Alexander                                      | Jaimie Alexander                                     |                                                                           | Jaimie Alexander              |
| Brunnhilde / Valkyrie              |                                                       |                                                      | Tessa Thompson                                                            | Tessa Thompson                |
| Fandral (†)                        | Joshua Dallas                                         | Zachary Levi                                         | Zachary Levi                                                              |                               |
| Volstagg (†)                       | Ray Stevenson                                         | Ray Stevenson                                        | Ray Stevenson                                                             |                               |
| Hogun (†)                          | Tadanobu Asano                                        | Tadanobu Asano                                       | Tadanobu Asano                                                            |                               |
| Korg                               |                                                       |                                                      | Taika Waititi                                                             | Taika Waititi                 |
| Grand Maître                       |                                                       |                                                      | Jeff Goldblum                                                             | Jeff Goldblum (scène coupée)  |
| Bruce Banner / Hulk                |                                                       |                                                      | Mark Ruffalo                                                              |                               |
| Phil Coulson (†)                   | Clark Gregg                                           |                                                      |                                                                           |                               |
| Jasper Sitwell (†)                 | Maximiliano Hernández                                 |                                                      |                                                                           |                               |
| Laufey (†)                         | Colm Feore                                            |                                                      |                                                                           |                               |
| Malekith (†)                       |                                                       | Christopher Eccleston                                |                                                                           |                               |
| Kurse (†)                          |                                                       | Adewale Akinnuoye-Agbaje                             |                                                                           |                               |
| Bor (†)                            |                                                       | Tony Curran                                          |                                                                           |                               |
| Ian Boothby                        |                                                       | Jonathan Howard                                      |                                                                           |                               |
| Hela (†)                           |                                                       |                                                      | Cate Blanchett                                                            |                               |
| Skurge l'Exécuteur (†)             |                                                       |                                                      | Karl Urban                                                                |                               |
| Surtur (†)                         |                                                       |                                                      | Clancy Brown (voix)                                                       |                               |
| Gorr, le Boucher des Dieux (†)     |                                                       |                                                      |                                                                           | Christian Bale                |
| Clint Barton / Hawkeye             | Jeremy Renner                                         |                                                      |                                                                           |                               |
| Steve Rogers / Captain America     |                                                       | Chris Evans (non crédité, caméo)                     |                                                                           |                               |
| Stephen Strange / Docteur Strange  |                                                       |                                                      | Benedict Cumberbatch                                                      |                               |
| Natasha Romanoff / Black Widow (†) |                                                       |                                                      | Scarlett Johansson (images d'archives tirées d'Avengers : L'Ère d'Ultron) |                               |
| Star-Lord / Peter Quill            |                                                       |                                                      |                                                                           | Chris Pratt                   |
| Drax                               |                                                       |                                                      |                                                                           | David Bautista                |
| Mantis                             |                                                       |                                                      |                                                                           | Pom Klementieff               |
| Nébula                             |                                                       |                                                      |                                                                           | Karen Gillan                  |
| Rocket Raccoon                     |                                                       |                                                      |                                                                           | Bradley Cooper (voix)         |
| Groot                              |                                                       |                                                      |                                                                           | Vin Diesel (voix)             |
| Nick Fury                          | Samuel L. Jackson (non crédité, scène post-générique) |                                                      |                                                                           |                               |
| Taneleer Tivan / le Collectionneur |                                                       | Benicio del Toro (non crédité, scène post-générique) |                                                                           |                               |
| Carina (†)                         |                                                       | Ophelia Lovibond (non crédité, scène post-générique) |                                                                           |                               |

## Box-office
| Films                 | Films         | Films                               | Films                  | Films                         |                  |
| Pays / Régions        | Thor (2011)   | Thor : Le Monde des ténèbres (2013) | Thor : Ragnarok (2017) | Thor: Love and Thunder (2022) | Total            |
| --------------------- | ------------- | ----------------------------------- | ---------------------- | ----------------------------- | ---------------- |
| budget                | 150 000 000 $ | 170 000 000 $                       | 180 000 000 $          | 250 000 000 $                 | 750 000 000 $    |
| États-Unis            | 181 030 624 $ | 206 342 140 $                       | 315 058 289 $          | 343 256 830 $                 | 1,045 milliard $ |
| France                | 18 370 989 $  | 22 289 092 $                        | 21 262 791 $           | 24 703 847 $                  | 86 626 719 $     |
| Total hors États-Unis | 267 166 560 $ | 438 209 262 $                       | 538 711 803 $          | 417 671 251 $                 | 1,661 milliard $ |
| Box-office mondial    | 449 326 618 $ | 644 783 140 $                       | 853 977 126 $          | 760 928 081 $                 | 2,709 milliard $ |